# Jordi Ayza i Ballester
Jordi Ayza i Ballester (Barcelona, 12 de novembre de 1951) és un jugador d'escacs català. Té el títol de Mestre de la FIDE des de 1985.

## Resultats destacats en competició
Tot i que no es dedica professionalment als escacs, ha estat campió de Catalunya absolut en dues ocasions, els anys 1977 (en un campionat per sistema suís) i 1978, per sistema lliga, per davant de Xavier Mateu.
El 1980 va guanyar el VIII Open Internacional Ciutat de Manresa, per damunt d'Àngel Martín. El 1981 quedà tercer en el IX open de Manresa
El 2013 fou tercer al XXIII Obert Internacional d'Escacs de La Pobla de Lillet (el campió fou Luís Alberto Gómez Jurado).